# Tennistoernooi van Bristol
Het tennistoernooi van Bristol is een historisch toernooi dat werd gespeeld op grasbanen in de Britse kustplaats Bristol. Het toernooi stond tot en met 1971 bekend als de West of England Championships. Vanaf 1972 was de naam van het toernooi het Bristol Open.
Het toernooi bestond uit twee delen:
- WTA-toernooi van Bristol, het toernooi voor de vrouwen (1881–1972)
- ATP-toernooi van Bristol, het toernooi voor de mannen (1881–1989)